# Šáma bělořitná
Šáma bělořitná (Copsychus malabaricus), někdy také šáma bělořitá či drozd šáma, je malý pták z čeledi lejskovitých (Muscicapidae).

## Rozšíření a ohrožení
Šáma bělořitá žije v Indonésii na ostrovech Jáva, Sumatra a Borneo, také v Thajsku, Laosu, Myanmaru, v Kambodži, Bruneji, Vietnamu, v Malajsii, na Srí Lance a v západní a severovýchodní části Indie. Žije v hustém lesním podrostu převážně v pralese.

## Popis
U šámy bělořitné je patrný pohlavní dimorfismus. Šámy mohou měřit až 23 cm, z toho jejich ocas měří 11, 13,5 cm. Váží 27–32 g. Samice je menší, hnědavá a má také kratší ocas.

## Biologie a chování

### Potrava
Šámy se živí převážně členovci.

### Rozmnožování
V době hnízdění se pár chová velmi teritoriálně. Hnízdo staví pouze samice. Do hnízda naklade 2–5 vajec. Inkubační doba vajec je 13–14 dní. O krmení mláďat se starají oba rodiče.

## Taxonomie
Šáma vytváří 8 poddruhů (v závorce uveden objevitel a rok vědeckého popisu poddruhu):
- Copsychus malabaricus leggei (Whistler, 1941)
- Copsychus malabaricus macrourus (Gmelin, 1789)
- Copsychus malabaricus malabaricus (Scopoli, 1786)
- Copsychus malabaricus melanurus (Salvadori, 1887)
- Copsychus malabaricus mirabilis (Hoogerwerf, 1962)
- Copsychus malabaricus nigricauda (Vorderman, 1893)
- Copsychus malabaricus suavis (Sclater, 1861)
- Copsychus malabaricus tricolor (Vieillot, 1819)

## Chov v zoo
V České republice tento druh chová jen Zoo Praha. Je zde chován od roku 2013 v pavilonu Sečuán v dolní části zoo a od té doby byl zde několikrát rozmnožován.

## Zajímavosti
- Zpěv šámy bělořitné byl pravděpodobně vůbec prvním nahraným hlasovým projevem živočicha.
- Šáma také dokáže napodobovat zpěv jiných ptáků, proto je oblíbená mezi chovateli v Asii.[4]